# Sylvie Goulard
Sylvie Goulard (ur. 6 grudnia 1964 w Marsylii) – francuska polityk i publicystka, posłanka do Parlamentu Europejskiego VII i VIII kadencji, w 2017 minister obrony.

## Życiorys
Absolwentka prawa na Université d’Aix-Marseille III, Instytutu Nauk Politycznych w Paryżu oraz École nationale d’administration. Od 1989 była zatrudniona w Ministerstwie Spraw Zagranicznych (w dziale prawnym). Od połowy lat 90. związana z instytutami badawczymi i prognostycznymi (m.in. CERI). W latach 2001–2004 była doradcą przewodniczącego Komisji Europejskiej Romano Prodiego. W 2006 objęła funkcję przewodniczącej francuskiego oddziału Ruchu Europejskiego, najstarszego działającego stowarzyszenia we Francji, zajmującego się tematyką jednoczenia Europy.
W wyborach w 2009 z listy Ruchu Demokratycznego uzyskała mandat eurodeputowanej VII kadencji. Przystąpiła do grupy Porozumienia Liberałów i Demokratów na rzecz Europy oraz Komisji Gospodarczej i Monetarnej. W 2014 została wybrana na kolejną kadencję Europarlamentu.
W maju 2017 w nowo powołanym gabinecie Édouarda Philippe’a z rekomendacji En Marche! objęła stanowisko ministra obrony. W czerwcu tegoż roku zakończyła pełnienie funkcji rządowej, nie wchodząc w skład nowego rządu dotychczasowego premiera, który powołano po wyborach parlamentarnych. Decyzja ta zbiegła się z wszczętym śledztwem w sprawie finansowania etatowych działaczy Ruchu Demokratycznego z funduszy przeznaczonych na wynagrodzenie asystentów eurodeputowanych.
W styczniu 2018 została wiceprezesem francuskiego banku centralnego. W 2019 była francuskim kandydatem na członka nowej Komisji Europejskiej; kandydatura ta została jednak zablokowana przez eurodeputowanych.

## Publikacje
- Le grand Turc et la République de Venise, Fayard 2004.
- L'Europe pour les nuls, First 2007 (Europejska Nagroda Książkowa 2009).
- Le Coq et la perle, Seuil 2007.
- Il faut cultiver notre jardin européen, Seuil 2008.